# Oxyethira arctodactyla
Oxyethira arctodactyla är en nattsländeart som beskrevs av Robert W. Kelley 1983. Oxyethira arctodactyla ingår i släktet Oxyethira och familjen smånattsländor. Inga underarter finns listade i Catalogue of Life.